# 실천
실천(實踐)은 인간이 의식적으로 환경(자연, 타인들, 사회)에 작용을 하여 이를 바꾸려고 하는 것을 말한다.
인간은 원래 실천적(외부에 대해 >작용을 하는 것)이다. 꿀벌이 집을 만들듯이 본능적으로 행동할 뿐만 아니라 환경에 관한 지식(이론)에 바탕을 두어 이에 작용한다. 다시 말해서 실천하는 것이다.
여러 가지 실천을 생각할 수 있으나 무엇보다도 우선 실천의 중심은 이론을 실행하는 행동이다. 그런데 아리스토텔레스는 실천(프락시스)을 이론(觀想)이나 제작(포이에시스)과 구별하여 윤리적·정치적 행동에 한정한다. 그리고 생산적·예술적 행동으로서의 제작을 저질(低質)의 것이라 하여 경시했다.

## 같이 보기
- 실행증